# Boca do Rio

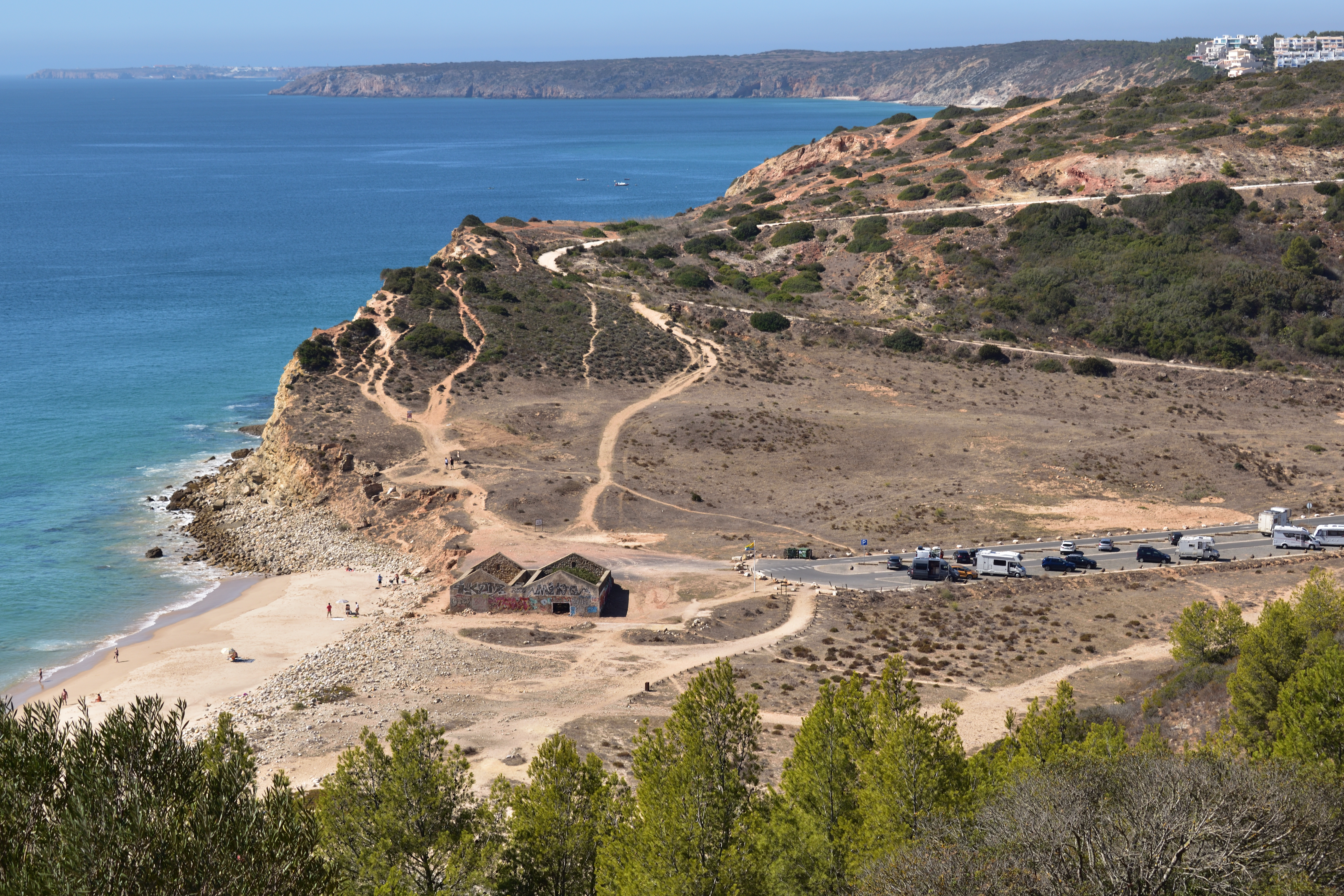
Boca do Rio

Boca do Rio (deutsch „Mündung des Flusses“) ist eine römische Villa und eine Hafenanlage in der Gemeinde Budens an der Algarveküste in Portugal. Von der Straße N125 Lagos – Sagres erreicht man sie etwa 15 km hinter Lagos an der Küste zwischen Burgau und Salema, am Strand „Praia da Boca do Rio“, der im Naturpark Parque Natural do Sudoeste Alentejano e Costa Vicentina liegt.
Am Strand befindet sich das von dem Tsunami von 1755 gestörte Ruinengelände am östlichen Hang eines Hügels. Ausgrabungen im 19. Jahrhundert haben einen Teil einer römischen Villa maritima freigelegt, von der einige Mauerreste an der Hangkante sichtbar sind. Es handelt sich dabei um Teile des Wohnbereichs (Pars urbana) der Villa, der Wirtschaftsbereich (pars rustica) liegt dahinter, landeinwärts. Reste der Therme werden unter den heute noch sichtbaren Resten von Gebäuden der königlichen Fischereibetriebe aus dem 17. Jahrhundert vermutet. Die zwischen dem 19. Jahrhundert und heute gefundenen Mosaiken, Münzen und Kleinfunde sind zum Großteil im Museum von Lagos ausgestellt.
Am Ostende des Strandes sind am Prallhang des Hügels, an der Mündung eines Flusses, die Reste einer Uferbefestigung aus großen Steinen zu erkennen. Sie bildeten vermutlich die Einfahrt in den antiken Hafen im „Val de Boi“, der heute versumpft und verlandet ist. Das Gebiet wurde nach dem großen Erdbeben von 1755 von einem Tsunami gestört.
2017 haben Archäologen Reste einer römischen Fischsoßen-Produktionsstätte entdeckt. Sie stießen auf Tanks aus dem ersten bis fünften Jahrhundert n. Chr.
Auf dem östlich anschließenden Klippen liegt das Fort S. Luis de Almádana aus dem 17. Jahrhundert.